# Pioněrskij
Pioněrskij (rusky Пионерский , polsky Kursze, litevsky Naujieji Kuršiai), do roku 1946 německy Neukuhren, je město v Kaliningradské oblasti, exklávě Ruské federace. Městečko s 12 tisíci obyvateli slouží jako rekreační středisko a centrum potravinářského průmyslu.

## Historie města

### Od založení do 18. století
Nejstarší historie oblasti je spojena s kmeny Prusů, kteří si zde vytvořili posvátné místo. Archeologické vykopávky v okolí města probíhají dodnes. V 13. století oblast ovládl Řád německých rytířů. Není zcela jisté odkud pochází samotný německý název Neukuhren. Jedna teorie se přiklání k pojmenování vycházející z názvu kmene Kurů (německy Kuren), druhá vychází z pruského slova buttaskura, které znamená dřevěnou stavbu. V roce 1709 propukl v oblasti mor, který cela zdecimoval místní obyvatelstvo. Vesnice se do konce 18. století z této rány nevzpamatovala, a tak před Napoleonskými válkami měla pouze 16 domů a 107 obyvatel.

### Od 19. století do roku 1945
V 19. století začala vesnice pomalu růst, za což vděčila především obchodu s jantarem. Po vyčerpání zdrojů jantaru se místní Němci začali zaměřovat na turismus a lázeňství. V roce 1837 místní podnikatel Douglas přetransformoval osadu na významné lázeňské centrum. Dopomohla mu k tomu místní voda s vysokým obsahem železa. První kamenný kostel byl postaven v roce 1849 a železnice byla dovedena do městečka v roce 1900. Ve stejném roce se zde narodil Herbert Brust, který se proslavil napsáním Písně Východního Pruska (německy Ostpreußenlied či Land der dunklen Wälder). Skladba se stala hymnou Východního Pruska. Pro rozvoj místního turismu byla postavena vodní elektrárna a v roce 1906 vlnolamy chránící místní pláže. Známé rekreační středisko (dnes centrum Pioněrskij) bylo postaveno v roce 1910 a bylo vybaveno moderními bazény, tenisovými kurty a akvárii s baltskou flórou a faunou. V roce 1913 byla do městečka přivedena voda a plyn a byla vybudována promenáda.
První světovou válku přečkal Neukuhren bez úhony a po válce se začíná rozvíjet rybářství, kterému pomohlo postavení nového přístavu v roce 1920. Se začátkem Druhé světové války byly v okolí umístěny jednotky Wehrmachtu a vznikla letecká škola. Jejím nejznámějším absolventem se stal Erich Hartmann, nejúspěšnější stíhací pilot (letecké eso) celé historie vzdušných bojů. Na konci Druhé světové války začala operace Hannibal, která měla za cíl evakuovat většinu německého obyvatelstva z Východního Pruska před postupující Rudou armádou. Sověti obsadili Neukuhren bez boje dne 14. dubna 1945.

### Pod správou SSSR a Ruska
Po válce vesnice připadla SSSR a stala se součástí tzv. Kaliningradské oblasti. V roce 1946 byl Neukuhren přejmenován na Pioněrskij na počest sovětské organizace Pionýr (více o české větvi: Pionýr v ČSSR). Zbylé německé obyvatelstvo bylo odsunuto a do města se nastěhovali Rusové především z oblasti centrálního Ruska a Povolží. V roce 1952 získala osada městská práva a od roku 1963 se město stalo součástí rajónu, který měl centrum v Zelenogradsku. Výrazně se začalo rozvíjet potravinářství, a z města se tak stalo průmyslové centrum celého okolí.
Úspěšné archeologické vykopávky proběhly v roce 1990. Bylo nalezeno velké množství náboženských artefaktů po původních pruských kmenech spojených s uctíváním boha hromu. Po rozpadu SSSR v roce 1991 se město stalo součástí Kaliningradské oblasti jako ruská exkláva. Po rozpadu SSSR se Pioněrskij začal vracet ke svému původnímu lázeňskému charakteru. Nachází se zde dokonce jediné dětské ortopedické sanatorium v Rusku. V roce 2011 byla ve městě dokončena oficiální rezidence prezidenta Ruské federace. I tak město zůstalo jedním z nejprůmyslovějších obcí v regionu. V roce 2008 zde bylo registrováno 87 průmyslových podniků, 41 jich bylo ve výstavbě a město bylo sídlem 74 obchodních organizací. Hlavní místo z větví průmyslu má ten potravinářský (výroba a zpracování ryb, produkce konzervovaných potravin a mražených rybích výrobků).

## Obyvatelstvo

### Vývoj obyvatelstva v průběhu doby
| Rok       | 1910 | 1933  | 1939  | 1959  | 1970  | 1979   | 1989   | 2002   | 2010   | 2021   |
| Obyvatelé | 339  | 1 168 | 4 280 | 7 637 | 9 226 | 10 132 | 11 635 | 11 816 | 11 017 | 12 573 |

### Etnické složení obyvatelstva
Při sčítání lidu v roce 2010 bylo etnické složení ve městě následující:
| - 86,5 % Rusové - 5,0 % Ukrajinci - 4,5 % Bělorusové - 0,6 % Azerové - 0,4 % Tataři |  | - 0,4 % Litevci - 0,3 % Arméni - 0,3 % Němci - 2,0 % ostatní |

### Významné osobnosti města
- Herbert Brust (1900–1968) – německý skladatel

## Galerie

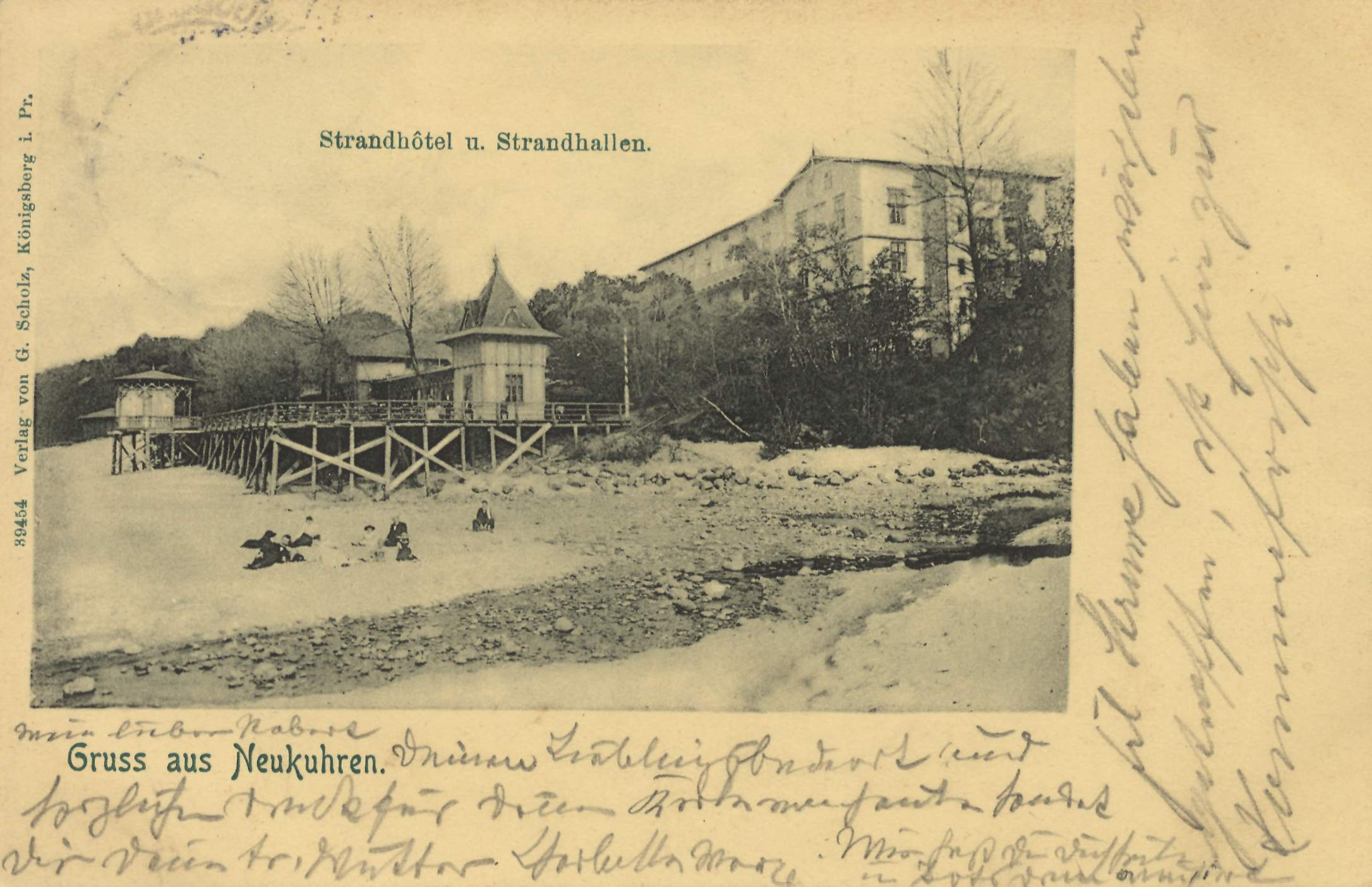
Hotel na pláži v Neukuhrenu
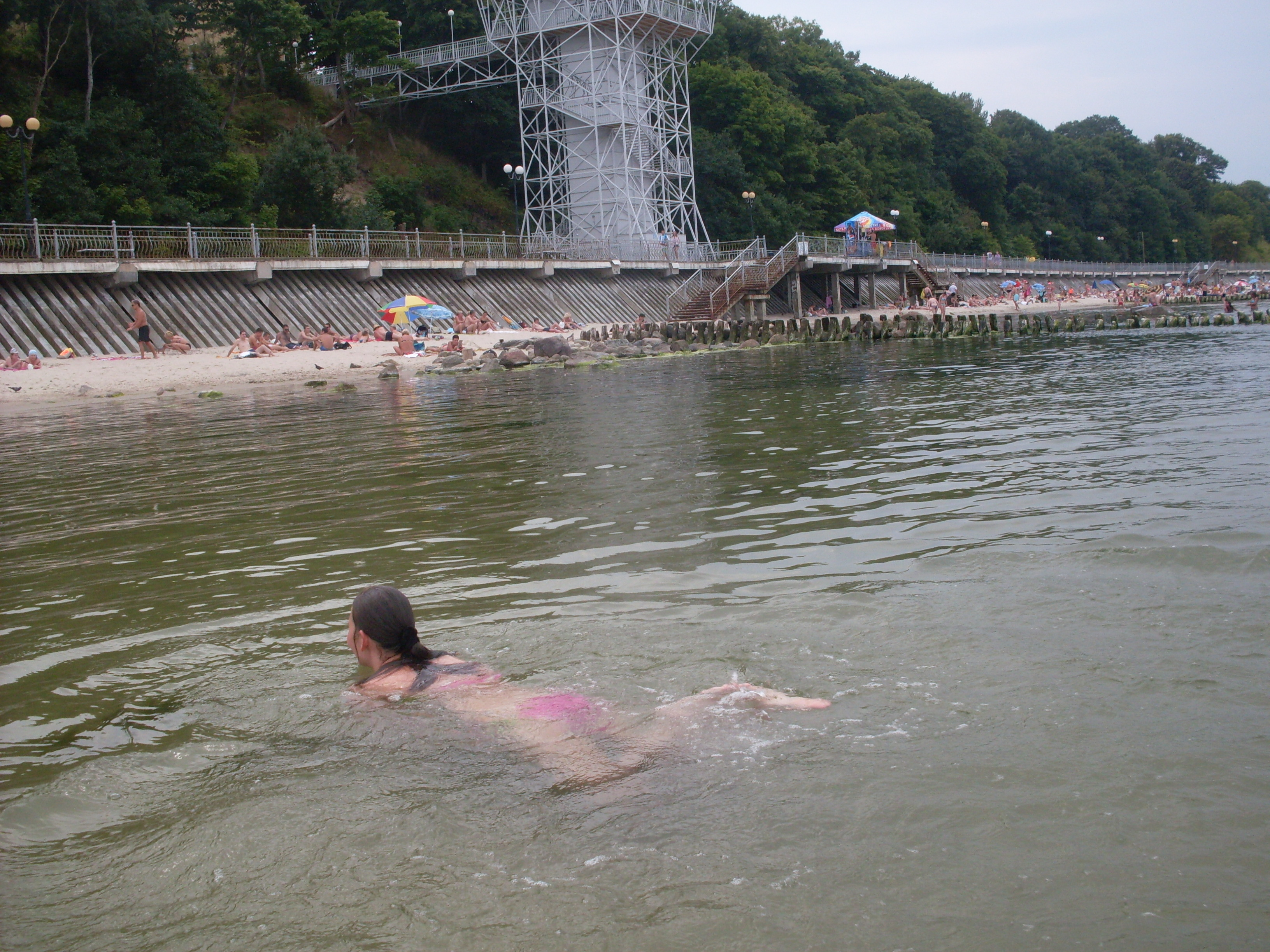
Místní pláž
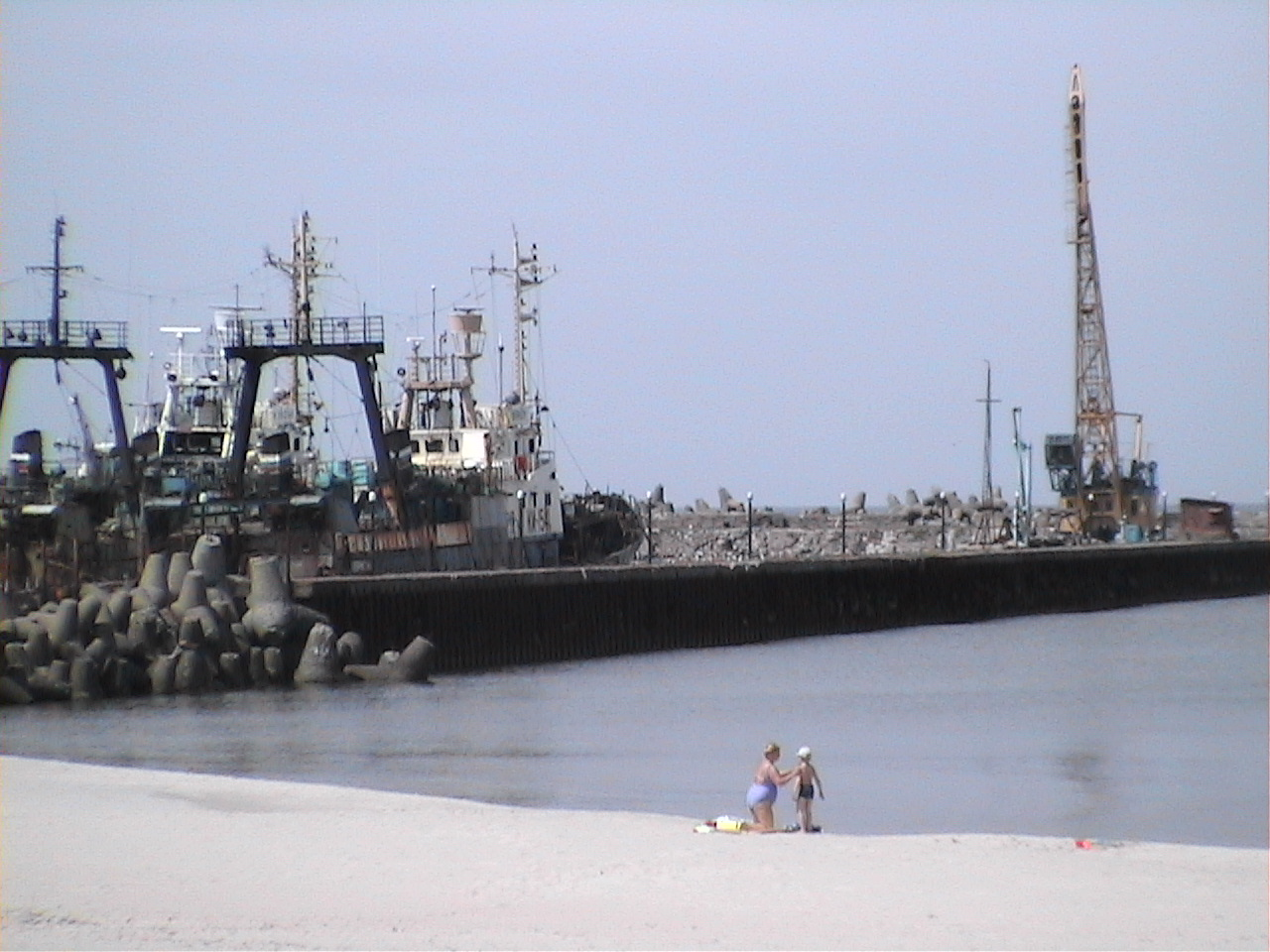
Pioněrský přístav
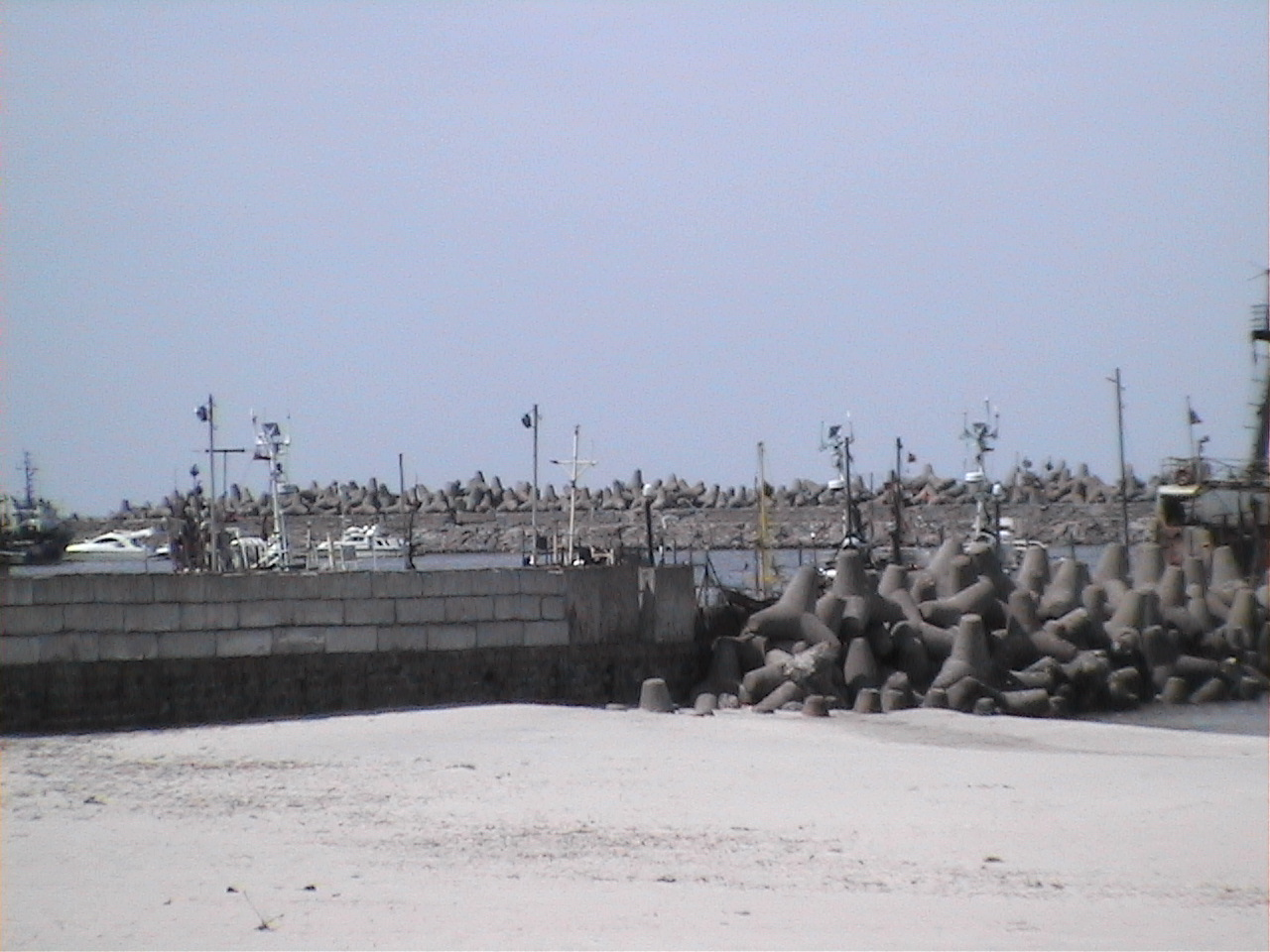
Místní pláž
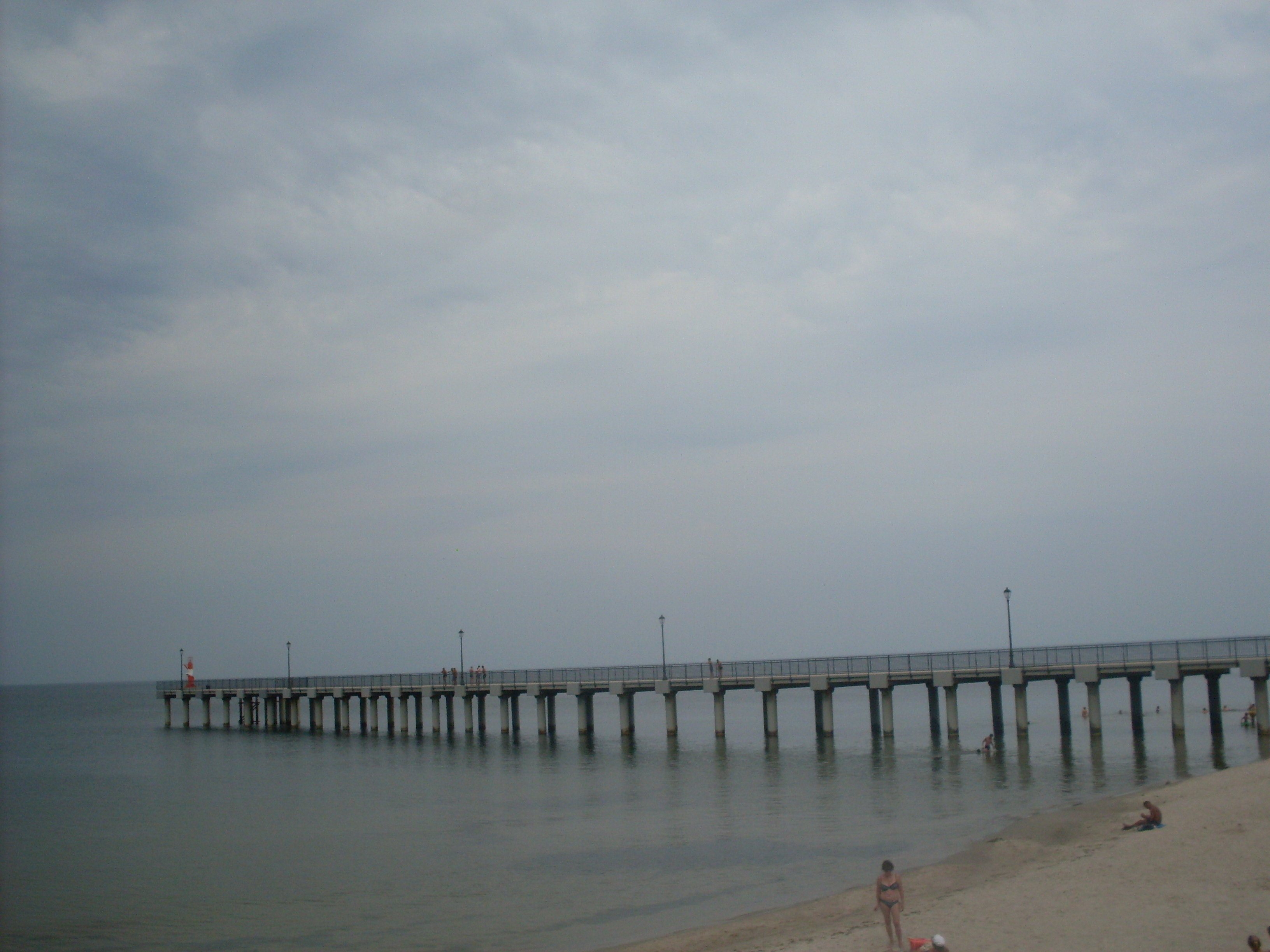
Molo v Pioněrsku
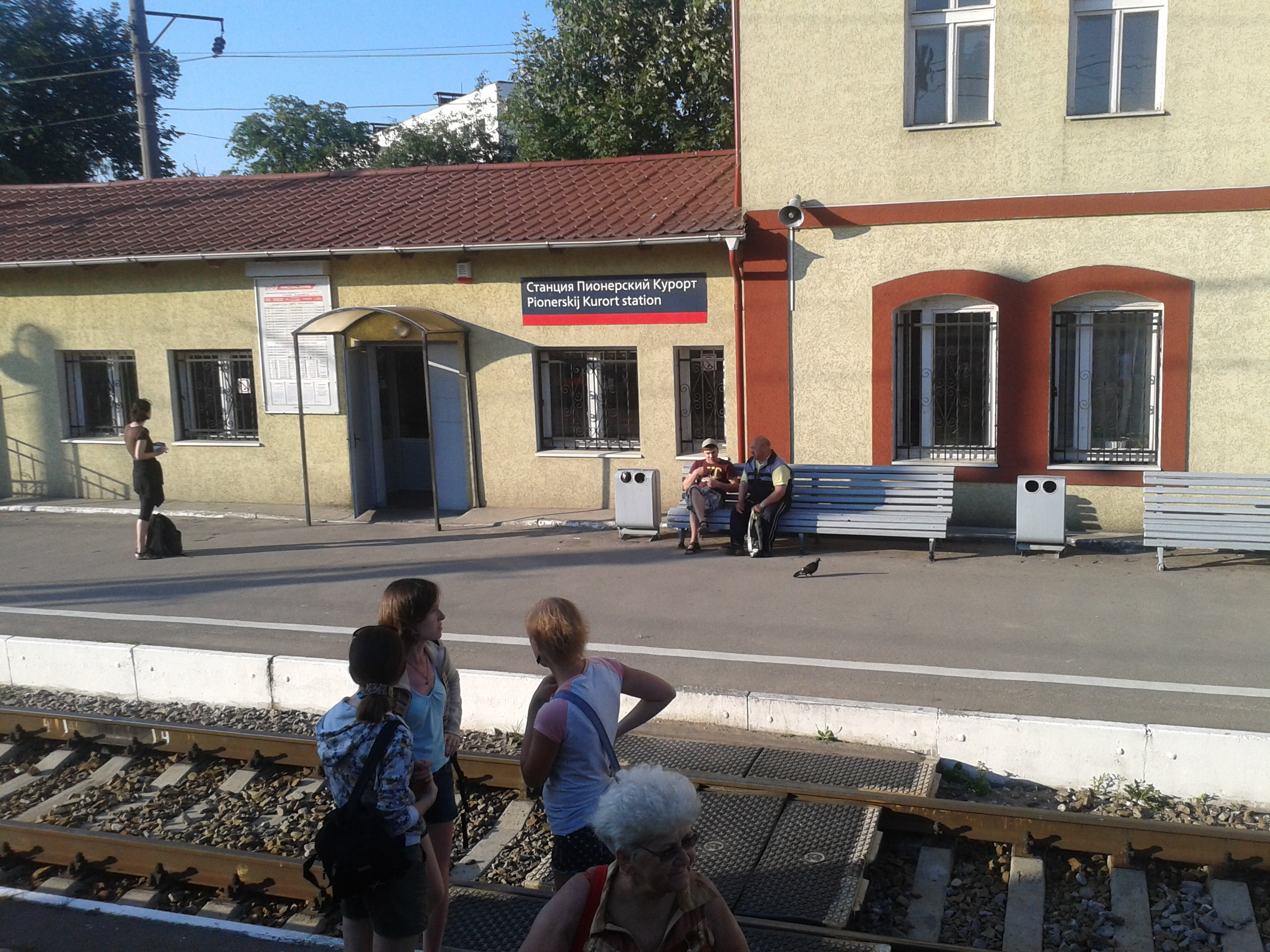
Pioněrské železniční nádraží
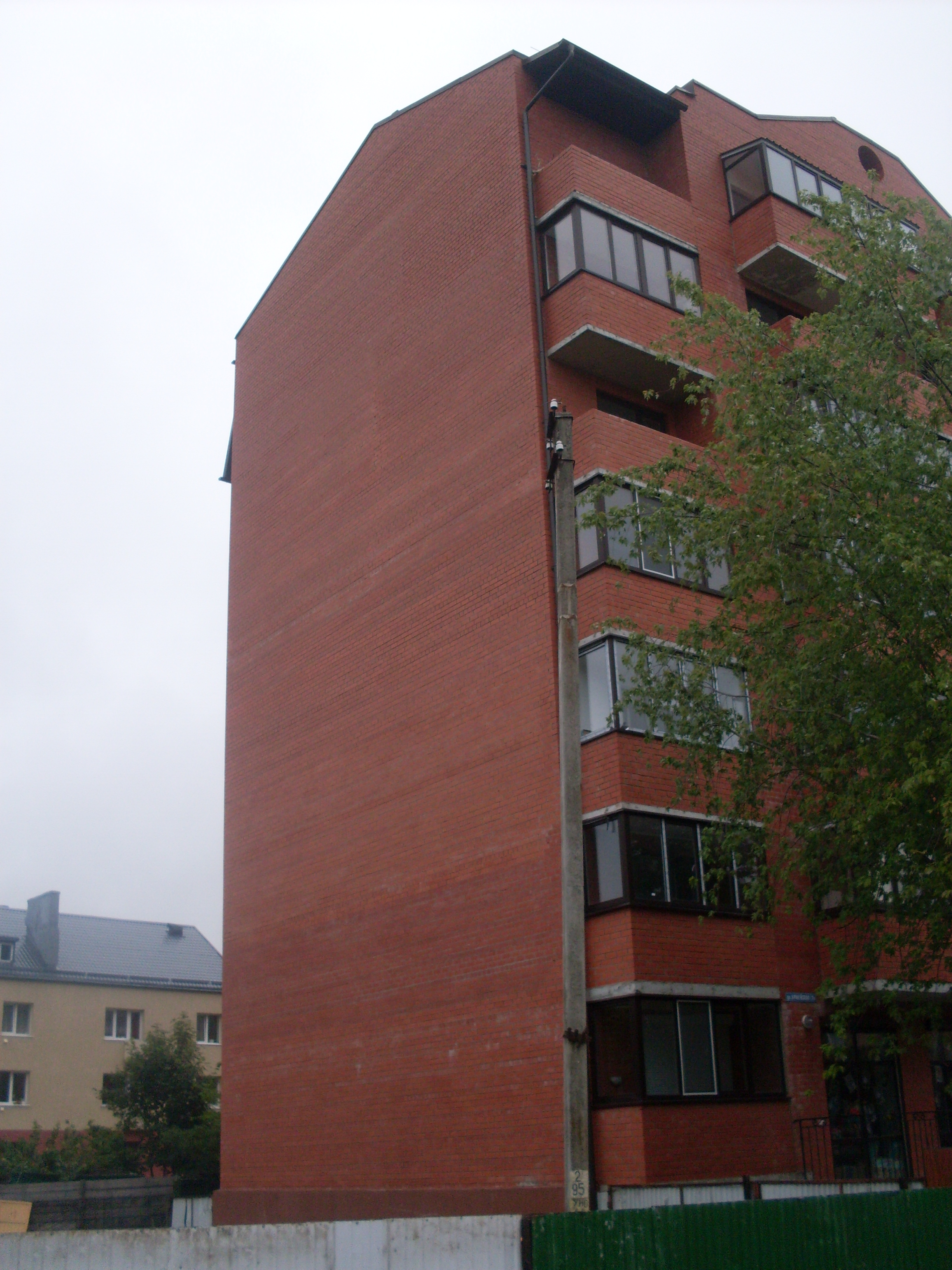
Místní moderní zástavba
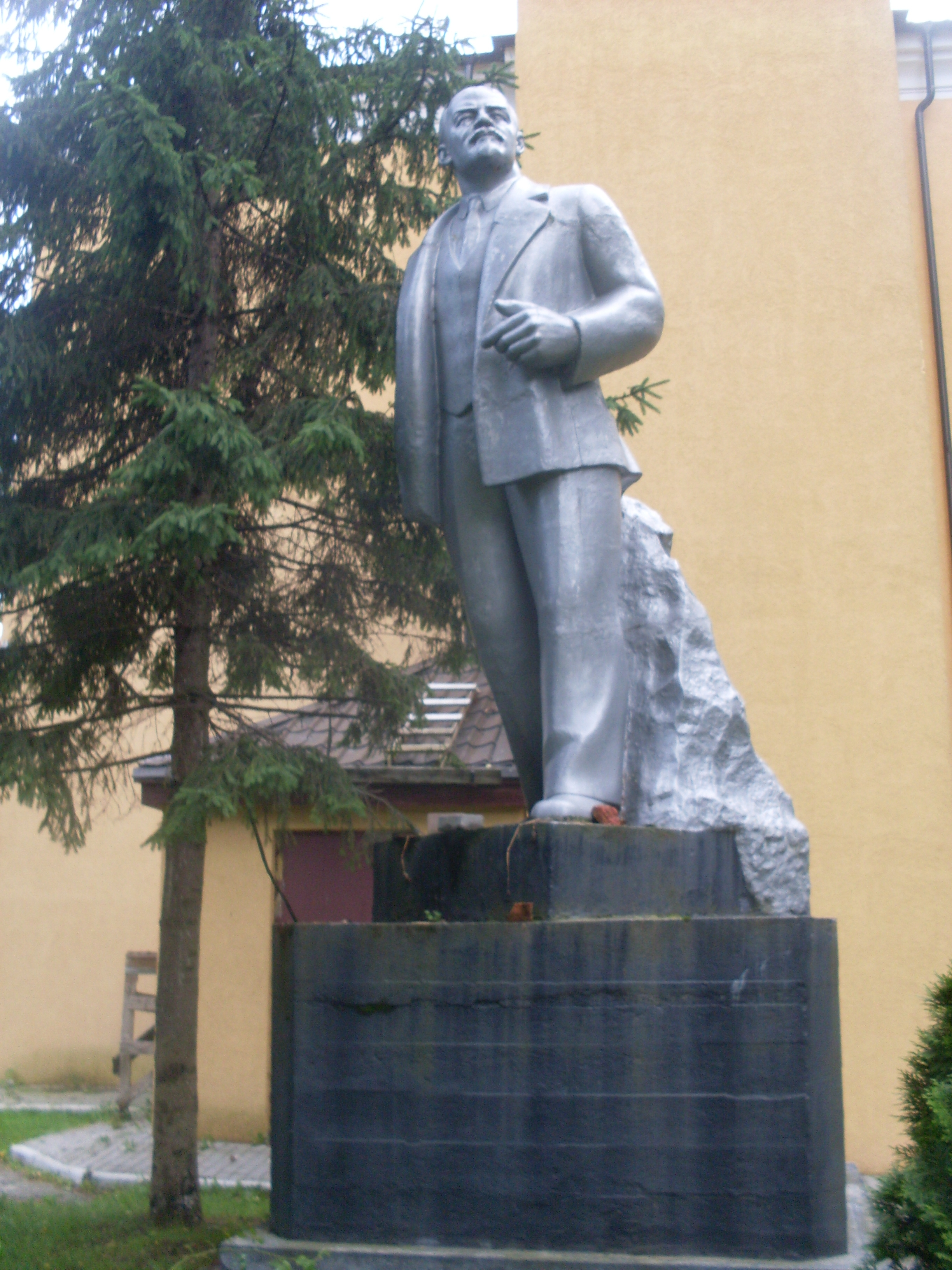
Socha Lenina před dětským sanatoriem